# Холодний Яр (дивізія УПА)
«Холодний Яр» — з'єднання Української повстанської армії (УПА), що діяла в складі ВО «Холодний Яр» УПА-Південь в період Другої світової війни.
«Холодний Яр» входила в Південний краєвий провід ОУН з центром в Дніпрі.
Перебувала в підпорядкуванні Василя Кука як керівника Східного Краєвого Проводу Організації Українських Націоналістів (ОУН) — «Схід» і одночасно був командувачем групи УПА-Захід «Схід», або «Велика Україна».

## Структура у 1944 році

### Командування
- Командир — Микола Свистун-«Ясень»
- Шеф штабу — Євген Басюк «Чорноморець», «Компанієць»[1]
- Оперативний старшина — «Клех»
- Командир розвідки — «Шахрай»
- Виховник — «Мирон»
- Військово-польова жандармерія — «Залізо»
- Інтендант — невстановлений
- Ад'ютант — «Кропивний»
- Шеф зв'язку — «Громовий»

### Курені і сотні
- Курінь «Сторчана»
  - сотня «Лютого»
  - сотня «Булки»
  - сотня «Корнієнка»
- Курінь «Мамая»
  - сотня «Кропиви»
  - сотня «Великана» (Кондрас Михайло)
  - сотня «Дорошенка»
- Курінь «Вира»
  - сотня «Задорожного»
  - сотня «Ярошенка»
  - сотня «Бади»

До його складу входив і курінь О. Поліщука-«Лихо», «Кайдаш», який щойно створився на теренах Здолбунівщини з новомобілізованих селян.